# Charlie Weis
Pour les articles homonymes, voir Weis.
Charlie Weis, né le 30 mars 1956 à Trenton dans le New Jersey, est un entraîneur de football américain. Commençant sa carrière en National Football League comme assistant de Bill Parcells aux Giants de New York, il devient assistant pour différents poste de l'attaque des Patriots de la Nouvelle-Angleterre avant d'être débauché par les Jets de New York comme coordinateur offensif. De retour aux Patriots en tant que coordinateur offensif de Bill Belichick, il remporte trois Super Bowls en quatre saisons entre 2000 et 2004 en menant l'attaque avec le jeune quarterback Tom Brady avant d'accepter une offre pour devenir l'entraîneur principal des Fighting Irish de Notre Dame,. Après sept rencontres entraînées, l'université lui offre une prolongation de contrat de dix saisons pour un montant supérieur à 30 millions de dollars. Son fils, Charlis Weis Jr., est assistant offensif pour les Falcons d'Atlanta.